# 普基夫
49°24′0″N 24°41′35″E / 49.40000°N 24.69306°E

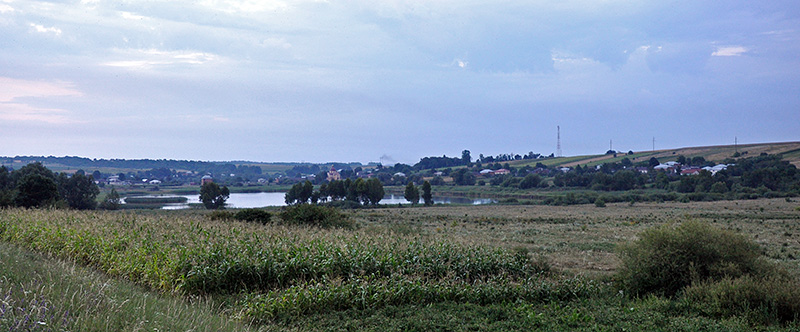

普基夫（烏克蘭語：Пуків），是烏克蘭西部的村莊，隸屬伊萬諾-弗蘭科夫斯克州的伊萬諾-弗蘭科夫斯克區。該村始建於1419年，面積24.2平方公里，2001年人口1,052，人口密度每平方公里43.5人。